# H·P·洛夫克拉夫特
霍華德·菲利普斯·洛夫克拉夫特（英語：Howard Phillips Lovecraft，1890年8月20日－1937年3月15日），是美國恐怖、科幻与奇幻小說作家，尤以其怪奇小說著称。
洛夫克拉夫特自稱其写作的主題為“宇宙主义”，这一主題的基本概念為：人类有限的心智无法理解生命的本质，而宇宙对于人类来说是残酷陌生的。洛夫克拉夫特通过一系列围绕着非人诸神主题展开的关联松散的小说开发出克蘇魯神話体系；同一时期他还在作品中設定出了《死靈之書》，一本关于魔法仪式及失落知识的虚构魔法書。洛夫克拉夫特的作品大多包含悲观与愤世嫉俗的情感，与启蒙思想、浪漫主义以及基督教人文主义的价值观格格不入。
虽然洛夫克拉夫特的名氣在他在世時一直很低，但在死后其名声却日益高涨；今天，洛夫克拉夫特被視為二十世纪最具影响力的恐怖小说家之一。根据乔伊斯·卡罗尔·欧茨所说，洛夫克拉夫特—以及19世纪的埃德加·爱伦·坡—“对后世恐怖小说家施加了无可估量的影响。”斯蒂芬·金称洛夫克拉夫特是“20世纪最伟大的古典恐怖故事作家。”

## 生平

### 早年生活
洛夫克拉夫特於1890年8月20日早上9点出生在美國普罗维登斯安格爾街194号（现454号）的家宅里。他是珠宝推销员温菲尔德·斯科特·洛夫克拉夫特（Winfield Scott Lovecraft）与其妻莎拉·苏珊·菲利普斯·洛夫克拉夫特（Sarah Susan Phillips Lovecraft）的獨生子。可追溯到的母系祖先于1630年抵达马萨诸塞湾殖民地。他的父母在30岁左右才成婚，且双方都是初次结婚，这在当时并不常见。1893年，洛夫克拉夫特三岁时，他的父亲在推销旅行途中於芝加哥的一家旅馆精神失常，其后被送往普罗维登斯的巴特勒医院；老洛夫克拉夫特在那里一直待到1898年过世。洛夫克拉夫特一生都坚称父亲发疯的原因是工作过度引起的“神经衰弱”，但是现代观点认为其父失常的真正原因是麻痹性痴呆。洛夫克拉夫特到底是否了解父亲的疾病及其真正成因（梅毒），今天已无从稽考，但他的母亲很可能曾使用过含砷的酊剂（当时治疗梅毒的常用药物）作为“预防药物”。

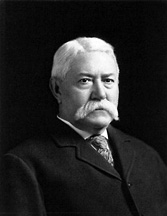
洛夫克拉夫特的外祖父惠普尔·范·布伦

在父亲住院后，洛夫克拉夫特由母亲、两个姨母（莉莉安·德萝拉·菲利普斯与安妮·埃米丽妮·菲利普斯，Lillian Delora Phillips & Annie Emeline Phillips）以及商人外祖父惠普尔·范·布伦·菲利普斯（Whipple Van Buren Phillips）照看，五人住在一间屋子里。洛夫克拉夫特小时候就表现出与众不同的文學天赋，他三岁时即能背诵诗歌，六岁时已能写出完整的诗篇。他的外祖父经常給他一些文学经典鼓励他阅读（如《一千零一夜》，布尔芬奇的《神话时代》，还有儿童版本的《伊利亚特》与《奥德赛》）。他的外祖父也時常向洛夫克拉夫特讲述一些自编的哥特式恐怖故事，這引起了他对怪奇小说的兴趣。不过，洛夫克拉夫特的母亲时常担心这些故事会给他带来不良影响。

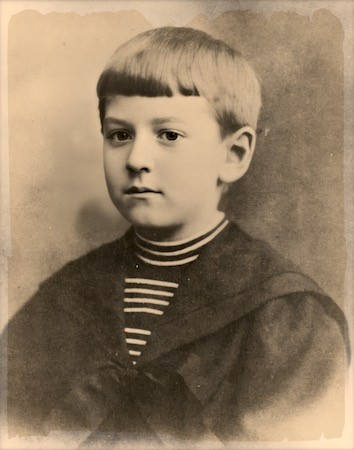
大约9岁时的洛夫克拉夫特

洛夫克拉夫特童年时经常患病，虽然他总是将原因歸咎于自己身体孱弱，但其中有一些疾病可以肯定为心身疾病。早前的猜测认为他在胎儿时从父母处感染了梅毒，但这种看法现已被摒弃。由于身体状况和好斗的天性，洛夫克拉夫特在八岁前基本没有接受过学校教育，八岁时入学一年后又旋即退学。这一时期他广泛地阅读各类书籍，对化学和天文学展现了浓厚的兴趣。他於1899年起自己編輯出版了几期胶版印刷刊物《科学公报》（The Scientific Gazette）。四年后，他進入當地的霍普街高中）就读。一般认为洛夫克拉夫特早年患有夜驚（一种睡眠疾病）；他相信自己曾被恐怖的“暗夜幽灵”袭击过。他很多作品的灵感可能都来自于这一时期受到的惊吓。
1904年，洛夫克拉夫特的外祖父去世，这场变故彻底地改变了他的生活。对他外祖父遗产的处理失当导致其家庭陷入财务危機，一家人不得不搬往安格尔街598号（现为联式房屋，598-600号）的一间小屋子裏。失去故宅对他的打击非常大，當時的洛夫克拉夫特甚至曾考虑过自杀。1908年，在他高中毕业前夕，洛夫克拉夫特经历了一场“精神崩溃”（据洛夫克拉夫特自述），他最终没有获得高中文凭（尽管他一直坚称自己高中毕业）。S·T·乔希在洛夫克拉夫特的传记裏认为他崩溃的主要原因是无法学好高等数学，而不精通这一科目的话他又无法成为理想中的职业天文学家。即使在洛夫克拉夫特往后的生活中，这一求学路上（他希望能入读布朗大学）的失败仍使他无法释怀。
1919年，洛夫克拉夫特的母亲在受歇斯底里和抑郁症的长期折磨后被送往她丈夫曾住过的巴特勒医院。她在医院時仍与洛夫克拉夫特保持通信，直到她在1921年5月21日去世前，两人的关系依舊十分亲密。母亲的离世又给洛夫克拉夫特带来巨大的打击。

### 婚姻与纽约生活
母亲去世后数月，洛夫克拉夫特前往波士顿参加一次业余记者集会，会上他遇見了索尼娅·格林。索尼娅出生于1883年，比洛夫克拉夫特年长7岁，她的祖先是乌克兰裔犹太人。两人於1924年结婚，婚后移居至纽约布鲁克林。洛夫克拉夫特的姨母們对这场婚姻不甚满意，因为她们不希望洛夫克拉夫特娶一个商人为妻（索尼娅开有一间帽店）。婚姻伊始，洛夫克拉夫特被纽约的生活彻底迷住，但很快夫妇两人就遇到了财务危机。索尼娅变卖了帽店，其後又出现了健康问题。由於洛夫克拉夫特的薪水不足供两人開銷，他的妻子不得不搬到克利夫兰求职。此后洛夫克拉夫特独自一人住在布鲁克林的雷德胡克社区，逐渐对纽约生活起了厌恶之情。而在移民大潮中无法找到任何工作这一严峻的现实，与他對自身盎格魯-撒克遜人血統的認同相抵触，這激起了他的种族主义观点，具體体现在了他的短篇故事《雷德胡克恐怖事件》（The Horror at Red Hook）之中。
在分居数年后，洛夫克拉夫特和妻子决定平静地离婚，但这一过程始终没有彻底完成。此後他回到了普罗维登斯，和自己的姨母們住在一起。

### 重返普罗维登斯
重返普罗维登斯后，洛夫克拉夫特住在巴恩斯街10号一间“宽敞的棕色木構维多利亚式房屋”里。这裏也是其小说《查爾斯·迪克斯特·瓦德事件》中威利特博士的住址。回到普罗维登斯后的十年（也是他生命的最后十年）是洛夫克拉夫特一生中最多产的时期。几乎所有他为通俗出版物（主要是《詭麗幻譚》）所写的知名短篇故事都出自这一时期；他在這一時期的长篇作品也同样丰富，如《查尔斯·沃德·德克斯特事件》與《瘋狂山脈》等等。他還经常替其他作家修改文章或是代笔写作，这一类作品包括《坟丘》（The Mound），《飞来横祸》（Winged Death），还有《金字塔之下》（又名《与法老同囚》）（与哈利·胡迪尼合著）等。
洛夫克拉夫特在表面上看来是个传统的保守主义者，但他却自认是“新政民主党人”，他還是富兰克林·罗斯福的坚定追随者。
尽管在此一时期洛夫克拉夫特杰作不断，但他的经济状况却越来越拮据。他不得不搬到姨母家寄宿。同時他还受到友人羅伯特·歐文·霍華德（蠻王柯南系列作者）自杀的打击。1936年，洛夫克拉夫特被确诊患上了腸癌。他受病痛折磨直到於1937年3月15日去世。

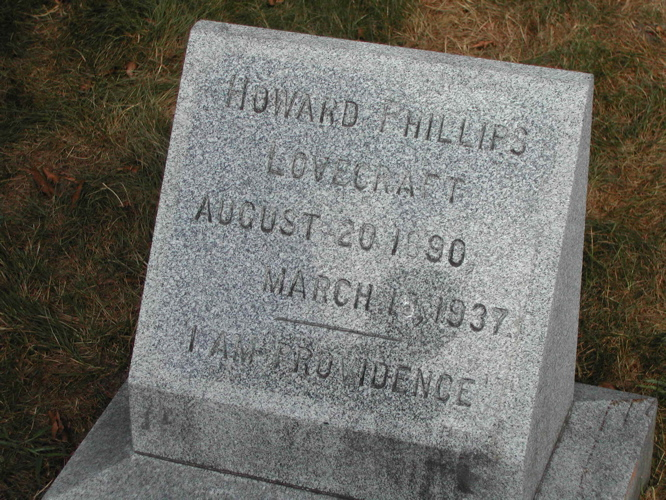
H·P·洛夫克拉夫特之墓

洛夫克拉夫特和他父母一起葬於菲利普斯家族墓地。1977年，他的一个读者团体出资为他在天鹅角（Swan Point）重修了一座坟墓，墓碑上刻了洛夫克拉夫特的姓名、出生与死亡日期，以及一句话：“I AM PROVIDENCE”（雙關語，可译为“我是普罗维登斯人”或“吾乃天命之人”），这句话出自他的私人信件。

## 创作背景
H·P·洛夫克拉夫特這個名字在今天已经成為了恐怖小说的同义词。他的著作，尤其是他的“克苏鲁神话”，影响了全世界的小说作家；洛夫克拉夫特式的恐怖元素曾出现在各种小说、电影、漫画（例如蝙蝠侠系列里的阿卡姆疯人院）、音乐、游戏甚至是動畫裡。许多现代恐怖作家，包括斯蒂芬·金、本特利·利特、乔·R·兰斯代尔、艾伦·摩尔、伊藤润二、弗朗西斯·保罗·威尔逊與尼爾·蓋曼，都曾受洛夫克拉夫特的影响。
虽然洛夫克拉夫特的很多作品都发表在像《诡丽幻谭》这样的流行杂志上，但於有生之年他的知名度一直不高。此外，他一直和一些同时代的作家保持通信，例如与他成为朋友的克拉克·阿什顿·史密斯与奥古斯特·德雷斯。这些作家后来形成了“洛夫克拉夫特作家圈”，他们经常从洛夫克拉夫特的故事中借用驚悚元素——比如説拥有令人不安的名字的神秘书籍，失落的古代众神——如克苏鲁及阿撒托斯，还有怪异的地方——例如新英格兰的阿卡姆镇和米斯卡塔尼克大学。
洛夫克拉夫特死后，洛夫克拉夫特作家圈的活动仍在继续。奥古斯特·德雷斯是其中最为多产的一位，他进一步完善了克苏鲁神话的体系。但德雷斯的创作却引起了争议；洛夫克拉夫特自己一直将笔下的诸神作为推动情节发展的要素，但德雷斯创造了一个完整的宇宙体系，描绘了发生在‘善良的’“古神”与‘邪恶的’“外神”之间的战争，给克苏鲁神话带来了传统的善恶斗争元素。
洛夫克拉夫特的创作被一些评论家分成三个时期。尽管洛夫克拉夫特自己并没有提过这种分类，但他确实曾写过，“这是我的‘坡’部分还有‘鄧薩尼’部分——不过哎呀——洛夫克拉夫特部分哪去了？”
- 恐怖故事时期（约1905年–1920年）
- 幻梦神话时期（约1920年–1927年）
- 克苏鲁神话/洛夫克拉夫特式恐怖时期（约1925年–1935年）

一些评论家認爲幻梦神话和克苏鲁神话之間的差別並不大，尤其显著的是兩者都涉及了神秘的《死灵之书》以及克苏鲁諸神。不过幻梦神话比较接近奇幻小说的范畴，而克苏鲁神话则更像科幻作品。此外，幻梦神话的故事大多发生在异世界里，而克苏鲁神话则与人类生活的世界有着许多交集。

## 所受影响
影响过洛夫克拉夫特的作家包括格特鲁德·贝内特（笔名弗朗西斯·史蒂文斯，Francis Stevens，洛夫克拉夫特曾公开赞誉过她，并最终开始“模仿贝内特的早期写作风格”），奥斯瓦尔德·斯宾格勒，罗伯特·钱伯斯（著有《黄衣之王》，洛夫克拉夫特在给克拉克·阿什顿·史密斯的一封信里曾说：“钱伯斯就像鲁珀特·休斯（Rupert Hughes）和倒下的泰坦巨人們一样，他们拥有良好的头脑和教育，却不懂得怎样使用它们。”），亚瑟·玛臣（著有《大潘神》），鄧薩尼勛爵（《佩加纳诸神》以及其他作品），埃德加·爱伦·坡，亚伯拉罕·格雷斯·梅里特（《月池》以及基于前书的《金属怪物》）以及洛夫克拉夫特的朋友罗伯特·歐文·霍华德和克拉克·阿什顿·史密斯。
洛夫克拉夫特认为最适合自己的时代是18世纪早期。他的写作风格，尤其体现在他的信件中，与启蒙时代的奥古斯都风格作家约瑟夫·艾迪生与乔纳森·斯威夫特等人非常相似。他甚至还在文章中使用了不少这一文学时期的特殊语法。虽然洛夫克拉夫特的小说主题和启蒙运动所主張的人类可以用理性探求宇宙一概念相抵触，但从洛夫克拉夫特的私人信件看来，他相当支持同时代的理性主义者，例如伯特兰·罗素。
他曾在小说《克苏鲁的呼唤》开头引用过阿尔杰农·布莱克伍德的小说《半人马》（The Centaur）；并说过布莱克伍德的《柳林》（The Willows）是有史以来最好的怪奇小说。
洛夫克拉夫特的其他私人藏书还包括列昂尼德·尼古拉耶維奇·安德列耶夫所著的《七个被绞死的人》（The seven who were hanged）与詹姆斯·德·米勒（James De Mille）所著的《铜柱中发现的奇怪手稿》（A Strange Manuscript Found in a Copper Cylinder）。

## 文化影響
洛夫克拉夫特和他的故事對後世文化有著不可估量的影響，他本人也受過許多現代作家的盛讚。相當多與他同時代的人物，包括他的朋友與同事，如奧古斯特·威廉·德雷斯，羅伯特·歐文·霍華德，羅伯特·布洛克和弗里茨·莱伯等，都受過他的直接影響。許多後世人物也受到了洛夫克拉夫特的影響，當中包括視覺藝術家克裡夫·巴克，恐怖小說家斯蒂芬·金，漫畫作家艾倫·摩爾與尼爾·蓋曼，電影導演約翰·卡彭特，斯圖爾特·戈登，吉爾摩·德爾·托羅，恐怖漫畫家伊藤潤二，以及藝術家漢斯·魯道夫·吉格爾。自1963年《闹鬼的宫殿》开始，他的作品被陆续改编成电影。
阿根廷作家豪爾赫·路易斯·博爾赫斯寫了一個短篇故事《餘事未了》（There Are More Things）紀念洛夫克拉夫特。當代法國作家米歇爾·維勒貝克則為其著有一本名為《H·P·洛夫克拉夫特：對抗世界，對抗生活》（H. P. Lovecraft: Against the World, Against Life）的文學傳記。美國作家喬伊斯·卡羅爾·歐茨曾為洛夫克拉夫特的短篇故事集作了引言。美國書庫在2005年出版了洛夫克拉夫特文集，在實質上承認了他為美國經典作家。

## 相关地点
洛夫克拉夫特在小说中广泛地使用他的家乡新英格兰作为背景。他的书中出现过大量真实存在的地点，但也有一些是虚构的。

### 真实地点
- 罗得岛州帕斯科格，出现在《雷德胡克恐怖事件》中
- 罗得岛州切帕奇特，出现在《雷德胡克恐怖事件》中
- 佛羅里達州蓋恩斯維爾，出现在短篇故事《伦道夫·卡特的自述》中
- 俄克拉何马州卡多縣宾格镇，出现在《坟丘》中
- 马萨诸塞州考普山
- 罗得岛州波塔克西特（现名克兰斯顿）
- 马萨诸塞州纽伯里波特
- 马萨诸塞州伊普斯威奇
- 马萨诸塞州博尔顿
- 马萨诸塞州塞勒姆
- 佛蒙特州伯瑞特波罗
- 纽约州奥尔巴尼
- 位于普罗维登斯的许多真实地点，如哈尔西宅邸（Halsey House），展望台（Prospect Terrace）以及布朗大学。
- 丹弗斯州立医院，位于马萨诸塞州丹弗斯。
- 卡茲奇山
- 纽约

### 虚构地点
- 米斯卡塔尼克大学，位于虚构的小镇马萨诸塞州阿卡姆
- 马萨诸塞州敦威治
- 马萨诸塞州印斯茅斯
- 马萨诸塞州金斯波特
- 马萨诸塞州艾尔斯伯里
- 马丁滩
- 米斯卡塔尼克河
- 真实存在的布宜诺斯艾利斯大学中虚构的中央图书馆。据洛夫克拉夫特小说所述这里保存着《死靈之書》的副本。

## 附注
1. ↑  Wilson, Colin. . : 8. ISBN 1600250203. He hated modern civilization, particularly its confident belief in progress and science.
2. ↑  H.P. Lovecraft in Popular Culture by Don G. Smith, 2005, ISBN 978-0-7864-2091-9,page 85, "Lovecraft never had much good to say about families either"
3. ↑  Joyce Carol Oates. . The New York Review of Books. October 31, 1996, 43 (17)  [2009-02-15]. （原始内容存档于2009-09-10）.
4. ↑  King quoted on front cover of 1982 paperback edition of The Best of H.P. Lovecraft: Bloodcurdling Tales of Horror and the Macabre published by Del Rey Books with introduction by Robert Bloch.  Other sources quote King as calling this judgement of Lovecraft "undeniable" （页面存档备份，存于） or "beyond doubt." （页面存档备份，存于）
5. ↑  Wohleber, Curt.  (volume 46, issue 8). American Heritage Magazine. December 1995  [2010-03-22]. （原始内容存档于2009-09-11）.
6. ↑  Luc Sante（英语：Luc Sante）, "The Heroic Nerd", in The New York Review of Books, October 10, 2006
7. ↑  This situation is closely paralleled in the semi-autobiographical "He", as noted by Michel Houellebecq in 'H. P. Lovecraft: Against the World, Against Life
8. ↑  H. P. Lovecraft: Against the World, Against Life, Michel Houellebecq
9. ↑   （页面存档备份，存于）
10. ↑  James Turner (ed.).  1st ed. New York, NY: Random House. 1998. cover blurb. ISBN 0-345-42204-X.
11. ↑  Letter to Elizabeth Toldridge, March 8, 1929, quoted in Lovecraft: A Look Behind the Cthulhu Mythos
12. ↑  "The Woman Who Invented Dark Fantasy" by Gary C. Hoppenstand from Nightmare and Other Tales of Dark Fantasy by Francis Stevens, University of Nebraska Press, 2004, page xiv. ISBN 978-0-8032-9298-7
13. ↑  Partners in Wonder: Women and the Birth of Science Fiction, 1926-1965 by Eric Leif Davin, Lexington Books, 2005, pages 409-10.
14. ↑  Selected Letters IV（英语：Selected Letters of H. P. Lovecraft IV (1932-1934)）, page 390
15. ↑  A. Merritt's The Metal Monster （页面存档备份，存于）, Skulls in the Stars, February 2, 2009
16. ↑  . Gaslight.mtroyal.ca. 1988-01-01  [2010-03-10]. （原始内容存档于2009-10-12）.
17. ↑  Giger, Hansruedi (2005): Necronomicon I & II. Erftstadt: Area.
18. ↑  H. P. Lovecraft. . Loa.org.   [2010-03-10]. （原始内容存档于2010-02-21）.
19. ↑  . The Weekly Standard. 2005-03-07  [2010-03-10]. （原始内容存档于2009-11-05）.
20. ↑  Kenney, Michael. . Boston.com. 2005-02-15  [2010-03-10]. （原始内容存档于2013-10-05）.